# Celje
Cêlje (, v Celju) je mesto na Štajerskem v Republiki Sloveniji, sedež mestne občine Celje in upravne enote ter središče Savinjske statistične regije oz. Savinjske doline kot take. Z 38.025 prebivalci (2025) je tretje največje slovensko mesto.  
Mestna občina Celje šteje okoli 50.000 prebivalcev, širša mestna aglomeracija - z bližnjo okolico pa preko 70.000 ljudi.
Celje leži ob sotočju rek Savinje in Voglajne v Spodnji Savinjski dolini oz. Celjski kotlini. Srednja nadmorska višina mesta je 241 m. 
V Celju ima sedež eno izmed štirih višjih sodišč v Sloveniji, rimskokatoliška škofija (od 2006), Slovensko ljudsko gledališče, regionalne Splošna bolnišnica z urgentnim centrom, osrednja knjižnica, Pokrajinski muzej, Muzej novejše zgodovine, Zgodovinski arhiv, Hiša kulture Celje ter več galerij. V Celju je sedež založbe Mohorjeva družba, za umetnostni razvoj mesta pa skrbi Zavod Celeia.   
Celje je tudi pomembno sejemsko in prireditveno mesto (najpomembnejši je vsakoletni Mednarodni obrtni sejem Celje). Mesto ima več gimnazij, srednjih, višjih in visokih šol, Regijsko višje in visokošolsko središče ter enega največjih šolskih centrov v Sloveniji. V Celju ima sedež tudi Družba za avtoceste v Republiki Sloveniji (DARS, ust. 1993), od 1994 pa še TECOS - Razvojni center orodjarstva Slovenije. Tehnopark Celje, ki je največji znanstveno-zabavni park v Sloveniji.   
V Celju je močno razvit šport, saj je tradicionalno najpomembnejše atletsko središče v Sloveniji s prvim samostojnim atletskim klubom (Kladivar Celje) in lastnim stadionom, v športni Dvorani Zlatorog pa domuje Rokometni klub Celje (gl. poglavje Šport). V Celju je tudi največje slovensko kegljišče.  
Največja znamenitost je Stari grad Celje, ki se prvič omenja leta 1322 in je bil sedež Celjskih grofov, najvplivnejše plemiške rodbine na Slovenskem. Z njihovega grba izhaja današnji celjski grb - tri zlate šestkrake zvezde na modrem ščitu, ki so zdaj tudi del slovenskega grba. Mestu je Oto Pestner posvetil pesem Dober dan, knežje mesto. 
Liberalno celjsko glasilo Nova doba je izhajalo v letih 1919-41 in ponovno 1990-95. 
Medija regionalnega pomena sta Novi tednik (celjski Tednik je izhajal že pred 2.sv.v.) in Radio Celje, združena v Nt&Rc, celjsko podjetje za časopisno in radijsko dejavnost. Na spletu pokriva doganajnje v mestu in okolici spletni časopis Celje.info.

## Mestne četrti in krajevne skupnosti
Mesto Celje se teritorialno deli na 10 mestnih četrti, poleg njih pa še 9 krajevnih skupnosti na periferiji oz. okolici mesta Celje (na ozemlju Mestne občina Celje).
| Mestne četrti (10) - Center (staro mestno jedro) - Dečkovo naselje - Dolgo polje - Gaberje - Hudinja (Zgornja in Spodnja) - Karel Destovnik Kajuh (Otok) - Lava - Nova vas - Savinja - Slavko Šlander | Krajevne skupnosti (9) - Aljažev hrib - Ljubečna - Medlog - Ostrožno - Pod gradom - Škofja vas - Šmartno v Rožni dolini - Teharje - Trnovlje (pri Celju) |

### Mestni predeli in naselja
| - Babno - Bežigrad (Celje) - Breg - Čret - Dečkovo naselje - Dolgo polje - Gaberje - Glazija - Gložje | - Golovec (Celje) - Grajski hrib (Stari/Celjski grad) - Jožefov hrib (Kalvarija) - Lava - Lisce (+ Zgornje in Spodnje Lisce) - Ločnica - Ložnica - Medlog - Mestni park (in Mestni gozd) | - Mestno pokopališče - Miklavžev hrib (Miklavški hrib) - Nova vas - Ostrožno - Otok - Podgorje (Podgora) - Polule - Pristava - Selce | - Skalna klet - Spodnja Dobrova - Spodnja Hudinja - Šmarjeta - Zagrad - Zavodna - Zgornja Hudinja |

## Zgodovina mesta
Prva naselbina se je pojavila v času halštatske kulture. Za časa Keltov in starogrških zgodovinarjev je bil kraj znan kot Keleja (tudi Keleia), kar v starem keltskem jeziku pomeni zaklonišče ali zavetišče.  V 1. stoletju pr. n. št. se je razvilo močno keltsko naselje, kjer so kovali noriški denar. Leta 15 pr. n. št. so naselbino osvojili Rimljani in jo poimenovali Celeia (Civitas Celeia). Mestne pravice je pod imenom municipium Claudia Celeia dobilo leta 45, med vladavino rimskega cesarja Klavdija (10 pr. n. št.–54, vladal 41–54).
Ohranjeni napisi navajajo, da je bila antična Celeia bogato in gosto naseljeno mesto, zavarovano z obzidjem in stolpi, z večnadstropnimi palačami, širokimi trgi in ulicami. Klicali so jo »mala« ali »druga Troja« – Troia secunda. Rimska cesta skozi Celeio je vodila iz Ogleja (Aquileia) v Panonijo.
Celeia je kmalu postala ena od najbolj cvetočih rimskih kolonij. V mestu je bilo tedaj več večjih stavb, od katerih je Marsov tempelj slovel v celotnem rimskem imperiju . Celeio je Konstantin I. (272–337) okoli leta 320 pripojil Ogleju.
Na pohodu proti Italiji so mesto med letoma 451 in 452 opustošili Huni. Tedanji škof se je zadnjič omenjal leta 579 V času velikih selitev v 5. in 6. stoletju je bilo mesto porušeno. V zgodnjem srednjem veku so ga obnovili. V srednjem veku se mesto prvič omenja pod imenom Cylie (v Admontovem letopisu, napisanem v času med letoma 1122 in 1137), kot sedež mejnega grofa. O nastanku naselja na mestu antične Celeie v srednjem veku obstaja zelo malo ohranjenih virov. Mesto je verjetno dobilo status mestnega trga v prvi polovici 14. stoletja, po listinah leta 1323.
Mestne pravice je Celje dobilo 11. aprila 1451, z ukazom Celjskega grofa Friderika II. Po izumrtju Celjskih grofov leta 1456 so mesto prevzeli Habsburžani. Začelo se je hitro razvijati v obrtniško in trgovsko središče. Leta 1473 so zgradili mestno obzidje in trdnjavski jarek. Z obzidjem se je ubranilo pred Turki, ob velikem slovenskem kmečkem uporu leta 1515 pred kmeti, ki so zavzeli Stari grad. V letu 1798 je mesto zajel velik požar. Zgorela je večina poslopij.
Prva gimnazija v Celju je bila ustanovljena leta 1808 in spada med najstarejše v Sloveniji.
Leta 1867 je po porazu Avstrije v avstrijsko-pruski vojni mesto postalo del Avstro-Ogrske, leta 1918 pa del novonastale Države Slovencev, Hrvatov in Srbov. Nacistični okupator si je med drugo svetovno vojno želel priključiti ozemlje Južne Štajerske, a se to zaradi njegovega poraza ni zgodilo. Tako je Celje po 2.svetovni vojni postalo del FLRJ/SFRJ, po letu 1991 pa je zaživelo v samostojni Republiki Sloveniji.

### Imena mesta v zgodovini
- keltsko Keleja, Keleia (’zaklonišče’ ali ’zavetišče’)
  - Kilia (koren *K-L- ali tudi *K-R-; ’kamen, kleč, zemljišče’)[8]
- latinsko Celeia[8] (Plinij starejši, Naturalis historia, III. knjiga, 77)[9][10]
  - sodobno tudi Celia
- Cilia (srednjevška latinščina)[8]
- Cylie (v Admontovem letopisu, napisanem v času med letoma 1122 in 1137)
- Cili
- Cilie
- Chilia[8]
- Zelle (1818)[11]
- Cele (Ignacij Orožen, 1854)[9]
- Celle (vsaj začetek 20. stoletja)
- italijansko Cilli
- madžarsko Cille
- nemško Cilia, Cilli, Zilie (1493 do okrog 1535), Zily, Cilli (1825–1919)

## Podnebje
| Podnebni podatki za Celje                                                 | Podnebni podatki za Celje | Podnebni podatki za Celje | Podnebni podatki za Celje | Podnebni podatki za Celje | Podnebni podatki za Celje | Podnebni podatki za Celje | Podnebni podatki za Celje | Podnebni podatki za Celje | Podnebni podatki za Celje | Podnebni podatki za Celje | Podnebni podatki za Celje | Podnebni podatki za Celje | Podnebni podatki za Celje |
| Mesec                                                                     | Jan                       | Feb                       | Mar                       | Apr                       | Maj                       | Jun                       | Jul                       | Avg                       | Sep                       | Okt                       | Nov                       | Dec                       | Letno                     |
| ------------------------------------------------------------------------- | ------------------------- | ------------------------- | ------------------------- | ------------------------- | ------------------------- | ------------------------- | ------------------------- | ------------------------- | ------------------------- | ------------------------- | ------------------------- | ------------------------- | ------------------------- |
| Rekordno visoka temperatura °C                                            | 17.5                      | 20.6                      | 25.7                      | 28.4                      | 32.4                      | 35.2                      | 36.8                      | 38.1                      | 30.4                      | 26.7                      | 22.0                      | 20.2                      | 38.1                      |
| Povprečna visoka temperatura °C                                           | 4.1                       | 6.8                       | 11.3                      | 16.4                      | 21.6                      | 24.6                      | 26.9                      | 26.5                      | 21.7                      | 16.3                      | 9.6                       | 4.5                       | 15.9                      |
| Povprečna dnevna temperatura °C                                           | −0.3                      | 1.0                       | 5.2                       | 9.8                       | 14.9                      | 18.3                      | 19.9                      | 19.0                      | 14.6                      | 10.1                      | 4.7                       | 0.6                       | 9.8                       |
| Povprečna nizka temperatura °C                                            | −4.6                      | −4.2                      | −0.2                      | 3.9                       | 8.6                       | 12.3                      | 13.8                      | 13.4                      | 9.7                       | 5.9                       | 0.9                       | −3.0                      | 4.7                       |
| Rekordno nizka temperatura °C                                             | −27.2                     | −27.0                     | −20.8                     | −6.5                      | −1.9                      | 2.9                       | 5.4                       | 3.4                       | −0.8                      | −8.5                      | −19.4                     | −21.0                     | −27.2                     |
| Povprečna količina padavin mm                                             | 47                        | 50                        | 71                        | 71                        | 90                        | 132                       | 122                       | 125                       | 118                       | 115                       | 93                        | 78                        | 1.113                     |
| Povprečna količina zapadlega snega cm                                     | 45                        | 68                        | 42                        | 11                        | 12                        | 0                         | 0                         | 0                         | 0                         | 3                         | 32                        | 54                        | 68                        |
| Povp. št. dni s padavinami (≥ 0.1 mm)                                     | 10                        | 8                         | 11                        | 13                        | 14                        | 14                        | 12                        | 12                        | 11                        | 11                        | 12                        | 12                        | 140                       |
| Povprečna relativna vlažnost (%)                                          | 89                        | 88                        | 88                        | 87                        | 84                        | 82                        | 85                        | 89                        | 92                        | 92                        | 91                        | 90                        | 88                        |
| Povp. št. sončnih ur                                                      | 64                        | 96                        | 128                       | 156                       | 205                       | 209                       | 242                       | 227                       | 166                       | 115                       | 67                        | 53                        | 1.728                     |
| % možne sončnosti                                                         | 9.7                       | 14.2                      | 9.7                       | 10                        | 9.7                       | 6.7                       | 16.1                      | 19.3                      | 13.3                      | 6.4                       | 6.7                       | 6.4                       | 10.6                      |
| Vir: Agencija Republike Slovenije za okolje (ARSO) (podatki za 1981-2010) |                           |                           |                           |                           |                           |                           |                           |                           |                           |                           |                           |                           |                           |

## Prebivalstvo
Prebivalstvo je v Celju počasi naraščalo. V štiristo letih se je komaj podvojilo. V prvi polovici 19. stoletja je bilo Celje med južnoštajerskimi mesti na tretjem mestu, Maribor je imel 1834, Ptuj pa 1630 prebivalcev. Največ je bilo Slovencev. Nekaj je bilo nemških naseljencev iz Avstrije in deloma iz Nemčije. Po letu 1600 se je naselilo več Italijanov. Naselili so se tudi iz Sudetskih dežel (Čehi, Nemci). V letu 2014 je imela Mestna občina Celje 48.868 prebivalcev (mesto Celje 37.628 prebivalcev; proti koncu 20. stoletja je prebivalstvo Celja že doseglo in preseglo število 40.000). V prvi polovici leta 2018 je Mestna Občina Celje štela 49.377 prebivalcev. Z bližnjo okolico ima mesto sicer 71.144 prebivalcev.
| Slovenci               | 33.434 | 82,1 % |
| Srbi                   | 1864   | 4,6 %  |
| Hrvati                 | 1687   | 4,1 %  |
| Muslimani              | 466    | 1,1 %  |
| Jugoslovani            | 405    | 1 %    |
| Albanci                | 189    |        |
| Makedonci              | 140    |        |
| Črnogorci              | 93     |        |
| Madžari                | 41     |        |
| Ostali                 | 82     |        |
| Neznano                | 1972   | 4,8 %  |
| Neopredeljeni          | 249    |        |
| Regionalno opredeljeni | 88     |        |

| leto | št. prebivalcev |
| ---- | --------------- |
| 1439 | 1000            |
| 1798 | 1400            |
| 1820 | 1635            |
| 1834 | 1511            |
| 1840 | 1793            |
| 1900 | 6743            |
| 1924 | 7750            |
| 1940 | 20.000          |

| leto | št. prebivalcev |
| ---- | --------------- |
| 2010 | 37.777          |
| 2011 | 37.520          |
| 2012 | 37.584          |
| 2013 | 37.490          |
| 2014 | 37.628          |
| 2015 | 37.540          |
| 2017 | 38.079          |
| 2022 | 37.122          |

|  |

## Gospodarstvo
Metalurgija je bila večino 20. stoletja najpomembnejša gospodarska panoga v mestu, po osamosvojitvi Slovenije pa so se bila podjetja prisiljena preusmeriti. Največje podjetje, Cinkarna Celje, je bilo ustanovljeno leta 1873 kot tovarna cinka, kasneje pa je postalo najpomembnejše kemično-predelovalno podjetje v Sloveniji, specializirano za proizvodnjo titanovega dioksida, ter eden glavnih onesnaževalcev v mestu. Poleg tega v tovarni proizvajajo tudi gradbeni material in vrtne substrate. Sanacija najbolj onesnažene bližnje okolice tovarne poteka šele zadnjih nekaj let. Tovarna EMO je bila prepoznana v širšem jugoslovanskem prostoru kot proizvajalec emajlirane posode, danes je ločena na več manjših družb, glavna dejavnost pa je proizvodnja orodij za avtomobilsko industrijo. Med večjimi industrijskimi podjetji sta bila še proizvajalec pisarniške opreme Aero Celje in Zlatarna Celje. Dva izmed redkih celjskih gospodarskih gigantov ostajata Cetis, kjer tiskajo osebne dokumente, ovojno embalažo in vinjete, ter tovarna arom in sadnih sirupov Etol, ki ima sedež v sosednji Škofji vasi. Nekdaj močna tekstilna industrija (Metka,Toper) je praktično v celoti propadla. Na severovzhodnem obrobju mesta se nahaja mesnopredelovalni obrat, v bližnji Arji vasi pa mlekarna.
V novejšem času v gospodarstvu prevladujejo storitve in trgovina. V Celju ima sedež Tuš Holding, ki je iz majhnega lokalnega trgovca prerasel v lastnika mreže supermarketov po vsej državi in razširil dejavnost na mobilno telefonijo ter posredništvo nepremičnin. Trgovinska in poslovna dejavnost je skoncentrirana severno od središča ob Mariborski cesti ter na vzhodu, kjer so bili nekoč obrati Cinkarne. Ob Mariborski cesti stoji tudi celjsko sejmišče, znano predvsem po vsakoletnem Mednarodnem obrtnem sejmu, ki je največji poslovni sejem v tem delu Evrope. Zdaj je med pomembnimi infrastrukturnimi točkami v mestu Tehnopark Celje. 

## Izobraževanje

### Osnovne šole
V Celju in bližnji okolici se nahaja 9 osnovnih šol ter ena osnovna šola s prilagojenim učnim programom, pa tudi Glasbena šola Celje in Ljudska univerza Celje.
- I. osnovna šola Celje
- II. osnovna šola Celje
- III. osnovna šola Celje
- IV. osnovna šola Celje
- Osnovna šola Frana Krajnca
- Osnovna šola Frana Roša
- Osnovna šola Hudinja
- Osnovna šola Lava
- Osnovna šola Ljubečna
- Osnovna šola Glazija

### Srednje in višje šole
Podrobno glej: Seznam srednjih šol v Celju (skupaj 3 gimnazije in 8 srednjih strokovnih šol); v Celju so tudi štiri višje strokovne šole. Od teh so ena gimnazija in štiri druge srednje šole vključene v Šolski center Celje, ki ima višjo strokovno šolo in Medpodjetniški izobraževalni center. 
- Srednja šola za hortikulturo in vizualne umetnosti (prej znana kot Vrtnarska šola Celje) z višjo strokovno šolo
- I. gimnazija v Celju (pogovorno imenovana tudi Kajuhova gimnazija) je heterogena srednja šola, saj izvaja več programov: ob splošni gimnaziji, v okviru katere že od leta 1990 delujejo tudi športni oddelki, ima še dva gimnazijska programa – klasično gimnazijo (od 2001) in umetniško gimnazijo glasbene smeri (od 1999, v sodelovanju z Glasbeno šolo Celje).
- Gimnazija Celje-Center ima poleg splošne gimnazije tudi programa predšolska vzgoja in umetniška gimnazija – likovna smer.
- Srednja šola za gostinstvo in turizem Celje
- Srednja ekonomska šola Celje (z višjo strokovno šolo/Ekonomska šola Celje, Višja strokovna šola)
- Srednja zdravstvena šola Celje
- zasebna Višja strokovna šola Abitura

### Visoke šole
- Fakulteta za logistiko v Celju (članica Univerze v Mariboru)
- Mednarodna fakulteta za družbene in poslovne študije
- Regijsko študijsko središče Celje (prej Regijsko višje in visokošolsko središče Celje)
  - Fakulteta za komercialne in poslovne vede (prej Visoka komercialna šola Celje)
  - Fakulteta za zdravstvene vede v Celju (prej Visoka zdravstvena šola v Celju)
  - Visoka šola za proizvodno inženirstvo v Celju (prej Visoka gospodarska šola)

## Znamenitosti
Glej tudi: seznam zgradb in objektov v Celju

### Zgodovinske in kulturne stavbe
- Celjski grad (Stari grad, Zgornji Celjski grad, grad Celje) (prva polovica 13. stoletja)
- Spodnji Celjski grad (Knežji dvorec ali Knežji dvor) (14. stoletje)
- Celjsko mestno obzidje (1473)
- Vodni stolp (15. stoletje)
- Dvorec Zgornji Lanovž (15. stoletje; vsaj 1437), lovski dvorec Celjskih
- Kvartirna hiša (1571) v Gosposki ulici, tu je kip Alfreda Nobela
- Stara grofija (Celjska grofija, Graffei) (med 1580 in 1603) s Celjskim stropom (pred 1603)
- Kalvarija (1717) na Aljaževem hribu
- Magistrat (okoli 1750)
- Prothasijev dvorec (okoli 1770), nekoč sedež Zgodovinskega Arhiva Celje (ta je sedaj na Teharski cesti 1)
- Marijino znamenje (1776)
- Marijino znamenje (19. stoletje) na Glavnem trgu
- Železni dvor (Eisenhof)
- Železniška postaja (1846)
- Slovensko ljudsko gledališče Celje (1885)
- Narodni dom (Jan Vladimír Hráský) (1895–96) - sedež Mestne občine Celje
- Rakušev mlin (1903) - (pogorel 2014)
- Celjski dom (Deutsches Haus) (Peter Paul Brang) (1905–06)
- Ljudska posojilnica (Jože Plečnik) (1928–29)
- Joštov mlin (ni v obratovanju)
- Stari pisker (med 2.sv.vojno so ga nacisti uporabljali kot zapor),
- Minoritski samostan (Marijina cerkev)
- Spomenik Vojna in mir (Jakob Savinšek)
- Tehnopark Celje (tehnološko učno središče)[18]

### Sakralne stavbe
- Herkulovo svetišče, tudi Heraklejevo svetišče na Miklavškem hribu
- Starokrščanska krstilnica (konec 4. ali začetek 5. stoletja) v Gubčevi ulici
- Marijina cerkev (Minoritska cerkev) (sredina 13. stoletja)
- Stolnica svetega Danijela s kapelo Žalostne Matere Božje-Pieta (začetek 14. stoletja) na Slomškovem trgu
- cerkev svetega Miklavža (14. stoletje)
- cerkev svetega Nikolaja (verjetno 14. stoletje)
- kapela svete Elizabete (začetek 15. stoletja)
- cerkev svetega Maksimilijana (15. stoletje)
- cerkev svete Cecilije (Kapucinska cerkev) (1609–15)
- Jožefova cerkev (1680)
- Kapucinski samostan (1609–15)
- pravoslavna cerkev svetega Save (1932; porušena med 2. svetovno vojno)
- cerkev svetega Duha (1987-90)

### Trgi v središču mestnega jedra
Glavni trg, Trg celjskih knezov (prej Trg Svobode), Krekov trg, Muzejski trg, Gledališki trg

### Hoteli, hostli, moteli
Hotel Celeia (nekdanji Hotel Štorman in Hotel Celeia), Hotel Evropa, Hotel Faraon, Hotel Grande, Hostel Sobe pod gradom, MCC Hostel; Turška mačka (nekdanji)

### Kina
Kino Union (v poslopju Celjskega doma, nekdanji), Mestni kino Metropol, Dom (nekdanji), Planet Tuš (danes Cineplexx), Kolosej (nekdanji)

### Športni objekti
Stadion Z'Dežele, Dvorana Golovec, Dvorana Zlatorog, Ledena dvorana, atletski Stadion Kladivar (Atletsko društvo Kladivar Celje), Stadion Skalna klet, letno kopališče, čolnarna na Špici, rekreacijski objekti na Šmartinskem jezeru

### Mostovi

#### Preko Savinje
- Čopov most
- Kapucinski most (nekdanji)
- Laški most
- Levški most oz. viseči most
- Splavarjev most (Most pri Mestnem parku), danes preurejen v Splavarsko brv
- Polulski most

- Kapucinski most
- Nekdanji most v mestni park
- Levški viseči most

## Kultura
- Pokrajinski muzej Celje je kulturna ustanova, ki raziskuje in razstavlja materialno kulturno dediščino Celja in širše celjske regije od prazgodovine do 1. svetovne vojne. Pokrajinski muzej Celje razstavlja muzejske eksponate na dveh lokacijah v starem mestnem jedru – v Stari grofiji in v Knežjem dvoru.

- Muzej novejše zgodovine Celje – velik del muzeja je namenjen obsežnim etnološkim zbirkam in številnim obrtem v mestu Celju in okolici mesta. Obrti so prikazane v obliki ulice, kot je v Celju dejansko obstajala, in po njej se obiskovalci lahko sprehodijo. Manjka pa tisti del Celja, ki je največji in najmočnejši – industrija, ta je na ogled v podrti Cinkarni – »Šmelc«. Na tem prostoru so leta 2005 postavili temelje za novo tehnološko središče (Tehnopolis Celje) z mednarodno univerzo, na širšem območju tega prostora pa naj bi poslovalo 300 domačih in tujih podjetij z več kot 3000 zaposlenimi.

- Slovensko ljudsko gledališče Celje, profesionalno dramsko gledališče, ki gosti tudi festival Dnevi komedije
- Hiša kulture Celje – zavod, ki deluje na področju umetniškega ustvarjanja in poustvarjanja, še posebej na področju glasbe. Ustanovljen je bil leta 2009 na pobudo Društva ljubiteljev umetnosti Celje. Osnovni namen zavoda je snovanje in realizacija kulturnih projektov v obliki koprodukcij oz. mreženje kulturnih subjektov in posameznikov ter povezovanje celjskih in tujih kulturnih ustvarjalcev.
- Zgodovinski arhiv Celje
- Turistično in kulturno društvo Celje - ustanovljeno leta 1871 kot Olepševalno društvo Celje
- Zavod za varstvo kulturne dediščine Celje
- Kl(j)ub ali Mladinski klub Celje (deloval je v letih od 1965 do 2005)
- Tropska hiša Celje (eksotične in ogrožene živalske vrste)

### Umetnost
Zavod Celeia Celje, ki skrbi za umetnostni razvoj, ponuja v mestu tri galerije, z različnimi tematskimi razstavami skozi vse leto:
- Galerija sodobne umetnosti (Center sodobnih umetnosti)
- Galerija Erotike - Račka
- Likovni salon Celje.
- Plesni forum Celje
- Galerija AQ

### Vsakoletne prireditve mesta Celja
- Mednarodni obrtni sejem Celje (v organizaciji Celjskega Sejma d. d.) v sredini septembra
- Veronikini večeri (na Starem gradu)
- Poletje v Knežjem mestu
- Celjski pust
- Podeželje v mestu
- Dnevi kulture
- Mednarodni folklorni festival "Od Celja do Žalca" (vedno drugi teden v septembru)
- Mednarodni mladinski pevski festival
- Mednarodne igre otrok
- Srednjeveška prireditev na Starem gradu
- Pravljično Celje
- Ples čarovnic-čarovnije igrarije
- Dnevi komedije (SLG Celje)
- Muzejska noč
- sejem Sloverotika
- Džjezz - jazz festival Celje
- Festival Stari grad
- nekdanje prireditve: Teden domačega filma v Celju (zdaj Festival slovenskega filma v Portorožu)

V mestu delujeta dva Turistično informacijska centra: eden v Celjskem domu (Krekov trg 3) in drugi na starem celjskem gradu.

## Šport
Pomembna izletniška točka je Celjska koča, sicer oddaljena 8 km jugovzhodno od središča mesta. Tam deluje tudi smučarski center.

### Rokomet
Med najuspešnejšimi celjskimi športnimi klubi je Rokometni klub Celje Pivovarna Laško, domujoč v Dvorani Zlatorog. Klub, ustanovljen leta 1946, je največji uspeh dosegel v sezoni 2003/2004, ko je po zmagi nad nemškim Flensburgom osvojil evropsko rokometno ligo prvakov. Je tudi rekorder med osvojenimi naslovi v slovenski rokometni ligi. Geslo kluba je "Enkrat za Cele, vedno za Cele."
V mestu deluje tudi Ženski rokometni klub Z'dežele (ŽRK), ki je bil v sezoni 2016/2017 finalist pokala Slovenije.

### Nogomet
Zgodovina organiziranega igranja nogometa v Celju sega v začetek 20. stoletja. Pred prvo svetovno vojno je v mestu deloval nemški atletski klub SK Cillier SV, ustanovljen leta 1906. Klub, ki je imel prostore in igrišče na Skalni kleti, je močno prispeval k popularizaciji nogometa na Celjskem. Po razpadu Avstro-Ogrske je bil 28. decembra 1919 formalno ustanovljen I. SSK Celje (I. slovenski Športni klub Celje). Klub je uredil svoje igrišče na Glaziji ob Ljubljanski cesti. Prvo uradno tekmo so odigrali z ljubljansko Ilirijo. V letih do 2. svetovne vojne je klub igral v različnih ligaških tekmovanjih in v prvenstvu, igranem na območju Dravske banovine. Poleg 1. SSK so v Celju obstajali še Športni klub Mars, kasneje preimenovan v Športno društvo Olimp, Jugoslavija Celje, Redstar, Slavija in Svoboda.
Po koncu druge svetovne vojne, med katero so bili slovenski klubi razpuščeni, sta bila ustanovljena Fiskulturno društvo Celje in Športno društvo Olimp. Društvi sta se jeseni sta se društvi združili v Nogometni klub Kladivar. Združena ekipa je v republiški nogometni ligi zasedla tretje mesto. Največji uspeh pred osamosvojitvijo je klub dosegel v sezoni 1963–64, ko je osvojil tako republiško ligo, kot republiški pokal. Po dveh kvalifikacijskih tekmah proti Karlovcu si je zagotovil nastop v drugi zvezni jugoslovanski ligi - zahod. V zvezni ligi je klub igral dve sezoni, nato pa so sledila leta povprečnih rezultatov v republiški nogometni ligi. Leta 1967 se je klub združil z Železničarjem (Železničarski nogometni klub Celje, ustanovljen leta 1952). Združeni klub je igral v republiški ligi do sezone 1978–79, ko je izpadel v območno ligo. Nižjeligaška agonija je trajala vse do sezone 1990–91, ko se je klub (takrat s sponzorskim imenom NK Ingrad - Kladivar Celje) vrnil v republiško ligo.
Nogometni klub Celje je bil ustanovljen leta 1919. Je med klubi, ki niso nikoli izpadli iz Prve slovenske nogometne lige od njene ustanovitve. Leta 2005 je klub na domačem štadionu Arena Petrol osvojil naslov pokalnega prvaka Slovenije. 22. julija 2020 so, ob stoti obletnici nogometa v Celju, nogometaši NK Celje po finalni tekmi z NK Olimpija na domači Areni Z'Dežele postali državni prvaki v sezoni 2019/2020.
Košarka
V Celju domuje najuspešnejši ženski košarkarski klub v Sloveniji, ŽKK Cinkarna Celje. Domače tekme igrajo v veliki dvorani Gimnazije Celje-Center.
Judo
V predmestju Celja, na Lopati, domuje najuspešnejši slovenski judo klub, Sankaku Z'Dežele, katerega člani redno osvajajo medalje na evropskih in svetovnih prvenstvih ter olimpijskih igrah.

## Znani Celjani in osebnosti, rojene v Celju
- Borut Alujevič (*1942), igralec
- Miha Alujevič (*1975), pevec, igralec, režiser
- Anka Aškerc (*1945), umetnostna zgodovinarka, konservatorka
- Anton Aškerc (1856–1912), pesnik
- Janez Bermež (1935–2020), igralec
- Emerik Bernard (*1937), slikar, akademik
- Ljerka Bizilj (*1953), novinarka, političarka, urednica, komparativistka, publicistka
- Matjaž Brežnik (*1972), dirigent
- Srečko Brodar (1893–1987), naravoslovec in kvartarolog
- Gregor Cankar (*1975), atlet
- Janez Cvirn (1960–2013), zgodovinar
- Jolanda Čeplak (*1976), atletinja
- Anica Černej (1900–1944), pesnica, pisateljica
- Zvonko Čoh (*1956), ilustrator in filmski animator
- Ivan Dečko (1859–1908), pravnik in politik
- Mirko Doberšek (*1946), metalurg, zlatar
- Rudolf Dobovišek (1891–1961), pisatelj in politik
- Veno Dolenc (*1951), glasbenik in slikar
- Janez Drnovšek (1950–2008), politik in državnik
- Božidar Drovenik (1940–2020), entomolog
- Janez Drozg (1933–2005), filmski režiser
- Marjan Fabjan (*1958), judoist, trener
- Zvonko Fazarinc (1928–2023), elektronik, računalničar
- Peter Fister (arhitekt) (*1940), zgodovinar arhitekture, konservator
- Thea Gammelin (1906–1988), slikarka
- Marin Gabrovšek (1925–2014), metalurg
- Edi Gobec (1926–2020), sociolog in antropolog,  izseljenski delavec v ZDA
- Cvetko Golar (1879–1965), pesnik in pisatelj
- Damjana Golavšek (*1964), pevka zabavne glasbe
- Nataša Golob (*1947), umetnostna zgodovinarka
- Alojz Goričan (1888–1968), politik, župan
- Ančka Gošnik Godec (1927–2025), ilustratorka
- Fedor Gradišnik (1890–1972), gledališčnik
- Fedor Gradišnik (1917–1983), športni delavec
- Igor Grdina (*1965), zgodovinar, literarni zgodovinar
- Herbert Grün (1925–1961), gledališčnik, dramaturg, književnik, prevajalec
- Franc Gubenšek (1937–2010), biokemik, akademik
- Bruno Hartman (1924–2011), literarni in kulturni zgodovinar, bibliotekar, publicist
- Janko Hartman (1925–2025), športni (jadralni) letalec, mestni arhitekt
- Andrej Hieng (1925–2000), pisatelj, dramatik, režiser, scenarist in dramaturg
- Slavko Hodžar (1923–2010), elektronik, računalničar, rektor
- Sigismund Ernst Hohenwart (1745–1825), škof v Linzu
- Milena Horvat (*1958), kemičarka, ambasadorka znanosti
- Juro Hrašovec (1858—1957), odvetnik, narodni delavec, politik
- Sašo Hribar (*1960), slovenski satirik in radijski voditelj
- Matej Hriberšek (*1972), klasični filolog in prevajalec
- Robert Hutinski (* 1968), fotograf in galerist
- Andrej Inkret (1943–2015), dramaturg, literarni teoretik, publicist, akademik
- Stane Jagodič (*1943), akademski slikar, multimedialist, publicist
- Renato Jenček (*1963), igralec
- Rado Jenko (1919–2007), gospodarstvenik (Aero)
- Radovan Jenko (*1955), vizualni oblikovalec
- Aleksander Jež (*1959), pevec, kantavtor
- Romana Jordan Cizelj (*1966), fizičarka in političarka
- Jelko Kacin (*1955), obramboslovec, politik
- Alma Maksimiljana Karlin (1889–1950), popotnica, pisateljica, pesnica in zbirateljica
- Matjaž Kmecl (*1934), literarni zgodovinar, akademik
- Anton Kolar (1942–2021), dirigent, skadatelj
- Friderik Kolšek (1932–1997), duhovnik, celjski opat
- Peter Kolšek (1951–2019), novinar, pesnik, kritik
- Vera Kolšek (1930–2007), arheologinja
- Hajdi Korošec (*1979), pevka
- Ivan Kovačič Efenka (1921–1963), partizan, narodni heroj
- Matej Krajnc (*1975), pisec, prevajalec in kantavtor
- Tone Kregar (*1971), zgodovinar, muzealec, pevec, glasbenik
- Franci Križaj (1936–2005), gledališki režiser
- Vekoslav Kukovec (1876–1951), pravnik, politik
- Anica Kumer (*1945), igralka
- Egon Kunej (1912–1997), glasbeni pedagog in zborovodja
- Urša Lah (*1969), zborovodkinja
- Janez K. Lapajne (1937–2012), geofizik in seizmolog
- Janez Lapajne (*1967), filmski režiser
- Franc Leskošek (1897–1983), politik
- Roman Lešek (*1937), atlet
- Janko Lešničar (1921–2011), zdravnik
- Gorazd Lešničar (1947–2017), zdravnik
- Janez Levec (1943–2020), kemik, akademik
- Tomo Levovnik, športni delavec, rokometaš
- Vladimir Levstik (1886–1957), pisatelj in prevajalec
- Gustav Adolf Lindner (1828–1887), češki pisatelj in pedagog živel tukaj med 1850 in 1867 in se poročil z Marijo Magdaleno Zamolo
- Franjo Lipold (1885–1970), pravnik in politik
- Stanislav Lipovšek (*1943), celjski škof
- Stanko Lorger (1931–2014), atlet in profesor
- Matija Lubanus, fizik, rektor Univerze na Dunaju
- Marijana Lubej (*1945), atletinja
- Branivoj Majcen (1917–1995), pilot
- Andrej Marinc (*1930), politik
- Ivo Marinc (1923–2007), tekstilec, publicist
- Zvezdan Martič (*1963), inženir, novinar in televizijski voditelj
- Vita Mavrič (*1965), šansonjerka in pevka
- Drago Medved (1947–2016), novinar in publicist
- Brane Mihajlovič Kosta (*1963), kitarist
- Alojzij Mihelčič (1880–1975), glasbenik, skladatelj in politik
- Miloš Mikeln (1930–2014), dramatik, pisatelj
- Peter Muhič, grecist, rektor Univerze na Dunaju
- Vinko Möderndorfer (*1958), pisatelj in režiser
- Milan Naprudnik (1927–2021), geodet
- Anton Novačan (1887–1951), književnik, politik
- Vatroslav Oblak (1864–1896), slavist
- Tine Orel (1913–1985), gimnazijski ravnatelj, slavist, publicist, planinski delavec
- Božena Orožen (1929–2025), slavistka, domoznanka
- Janko Orožen (1891–1989), zgodovinar
- Darinka Pavletič-Lorenčak (1924–2010), slikarka, grafična umetnica in pesnica
- Josip Pelikan (1885–1977), fotograf
- Oto Pestner (*1956), glasbenik in pevec
- Lucija Polavder (*1984), judoistka
- Lila Prap Lijijana Praprotnik Zupančič (*1955), ilustratorka, pesnica
- Rok Praznik (*1980), rokometaš
- Ervin Prelog (1921–1987), gradbenik, rektor
- Tomaž Prelokar (ok. 1430–1496), humanist, škof, uradnik in učitelj
- Brikcij Preprost (ok. 1445–1505), teolog in humanist
- Franc Puncer (1934–1994) biolog, pisatelj
- Franc Purg (*1955), akademski kipar
- Rolando Pušnik (*1961), rokometaš
- Ludvik Rebeušek (1921–2017), ekonomist, turistični stokovnjak, šolnik
- Vlado Repnik (*1961), vizulani, gledališki in intermedijski umetnik
- Andreja Rihter, muzealka in ministrica za kulturo
- Matej Rode (1930–2012), slavist, prevajalec, dramatizator
- Fran Roš (1898–1976), pisatelj, pesnik in dramatik
- Milenko Roš (*1947), kemik
- Lojze Rozman (1930–1997), igralec
- Smiljan Rozman (1927–2007), pisatelj
- Stane Rozman (*1960), atlet, zgodovinar, muzealec
- August Friderik Seebacher (1887–1940), slikar in grafik
- Anton Martin Slomšek (1800–1962), celjski opat, lavantinski škof
- Draga Stamejčič (*1937), atletinja
- Janez Stanonik (1922–2014), germanist, anglist, akademik
- Milan Stante (1916–2016), pravnik, harmonikar, kulturnik, gledališčnik, režiser
- Peter Stante - Skala (1914–1980), narodni heroj, general JLA
- Jakob Stepišnik (1815–1889), lavantinski škof
- Ivan Stopar (1929–2018), umetnostni zgodovinar, konservator
- Anton Stres (*1942), prvi celjski škof, ljubljanski nadškof, teolog, filozof
- Saša Svetina (*1935), biofizik, akademik
- Olga Šikovec Luncer, atletinja
- Bojan Šrot, politik, župan
- Bina Štampe Žmavc (*1951), pesnica in pisateljica
- Lidija Tavčar (*1953), muzealka in umetnostna zgodovinarka
- Jolanda Thaler (*1954), modna oblikovalka
- Josip Tominšek (1872–1954), jezikoslovec, slavist, literarni zgodovinar, letalski simpatizer, ustanovni član Naša krila in planinec,
- Marjan Turnšek (*1955), murskosoboški škof in mariborski nadškof
- Beno Udrih (*1982), košarkar
- Aleš Ulaga (*1972), jadralec
- Ivo Umek (*1944),slovenski arhitekt, glasbenik in urednik
- Olga Vrabič (1916–2001), farmacevtka, političarka
- Jurče Vreže (1906–1987), dirigent, zborovodja
- Peter Weiss (*1959), jezikoslovec, dialektolog
- Fran Wiesthaler (1849–1927), klasični filolog, leksikograf
- Karel Zelenko (1925–), slikar
- Jože Zimšek (*1944), župan
- Uroš Zorman (*1980), rokometaš
- Dalibor (Bori) Zupančič (*1949), likovni umetnik, književnik, ilustrator, glasbenik
- Jože Zupančič (*1936), gimnazijski ravnatelj
- Urška Žolnir (*1981), judoistka
- Jelica Žuža (1922–2014), slikarka
- Luka Žvižej in Miha Žvižej, rokometaša

## Pobratena, prijateljska in partnerska mesta
| Pobratena, prijateljska in partnerska mesta | Pobratena, prijateljska in partnerska mesta | Pobratena, prijateljska in partnerska mesta |
| ------------------------------------------- | ------------------------------------------- | ------------------------------------------- |
| Grevenbroich                                | Nemčija                                     | od leta 1986                                |
| Singen                                      | Nemčija                                     | od leta 1990                                |
| Slavonski Brod                              | Hrvaška                                     | od leta 2010                                |
| Budva                                       | Črna gora                                   | od leta 1984                                |
| Čerepovec                                   | Rusija                                      |                                             |
| Ćuprija                                     | Srbija                                      | od leta 1966                                |
| Doboj                                       | Bosna in Hercegovina                        | od leta 2012                                |
| Gaziantep                                   | Turčija                                     | od leta 2014                                |
| Gradec                                      | Avstrija                                    |                                             |
| Sisek                                       | Hrvaška                                     | od leta 1965                                |
| Sombor                                      | Srbija                                      | od leta 1986                                |
| Šabac                                       | Srbija                                      | od leta 2012                                |
| Špital ob Dravi                             | Avstrija                                    |                                             |
| Veles                                       | Severna Makedonija                          | od leta 1979                                |